# Biały Potok Kieżmarski
Biały Potok Kieżmarski, w części literatury tatrzańskiej Biały Potok Kiezmarski (słow. Biely potok, niem. Weißbach, węg. Fehér-patak) – potok płynący Doliną Białych Stawów i Doliną Kieżmarską w słowackich Tatrach. Wypływa z Wielkiego Białego Stawu, następnie kieruje się na południowy wschód w stronę Doliny Kieżmarskiej. Na wysokości ok. 1350 m n.p.m. wpada do Zielonego Potoku Kieżmarskiego (płynącego Doliną Zieloną Kieżmarską z Zielonego Stawu Kieżmarskiego), jako jego lewobrzeżny dopływ.

## Szlaki turystyczne
Czasy przejścia podane na podstawie mapy.
  – końcowy odcinek znakowanej czerwono Magistrali Tatrzańskiej, prowadzący ze schroniska nad Zielonym Stawem (Chata pri Zelenom plese) nad Wielki Biały Staw (szlak przechodzi obok miejsca, gdzie wypływa Biały Potok Kieżmarski).
- Czas przejścia znad Łomnickiego Stawu do schroniska: 2:05 h, z powrotem 2:55 h
- Czas przejścia ze schroniska nad Wielki Biały Staw: 35 min w obie strony

  – niebieski szlak z Matlar przez Rzeżuchową Polanę do Doliny Białych Stawów (wzdłuż Białego Potoku Kieżmarskiego) nad Wielki Biały Staw i stamtąd przez Wyżnią Przełęcz pod Kopą na Przełęcz pod Kopą.
- Czas przejścia z Matlar nad Wielki Biały Staw: 3:30 h, ↓ 2:45 h
- Czas przejścia znad stawu na Przełęcz pod Kopą: 45 min, ↓ 35 min